# Hans Ekegårdh
Hans Adolf Lukas Ekegårdh, född 17 januari 1881 i Kristianstad, död 1962 i Paris, var en svensk målare.
Han var son till källarmästaren Oscar Ekegårdh och Anna Hanson samt från 1910 gift med Marguerite Lemaire. 
Ekegårdh studerade först musik under sex års tid vid Kungliga Musikkonservatoriet i Stockholm. Han for 1902 till Paris för att fortsätta sin musikutbildning; där fick han anställning vid ett musikkapell och han avancerade på kort tid till förste violinist. 
Tack vare att han nu hade sin försörjning började han måla tavlor och kunde medverka i höstsalongens utställning i Paris 1908. Något år senare övergick han helt till bildskapandet. Separat ställde han ut i Paris, Stockholm, Malmö, Kristianstad och Ystad. Ekegårdh har hämtat otaliga motiv från Place de la Concorde ofta i form av ögonblicksbilder samt från kajerna längs Seine; han målade även nakenstudier och färgsparkande blomsterstilleben. I sina landskapsmålningar visar Ekegårdh sig vara en efterföljare till impressionisterna, särskilt Camille Pissarro med blonda soldränkta stadsbilder, där han med nervöst livlig penselföring försöker fånga luftens dallrande ljus. I sina figurkompositioner sammanslingrar han gärna gestalterna till en barockt böljande enhet.
Ekegårdh år representerad vid Nationalmuseum, Malmö museum, Regionmuseet Kristianstad, Västerås konstmuseum och franska statens samlingar.